# Heinrich Laufer
Heinrich Laufer (* 6. November 1924 in Trumau) ist ein österreichischer Schriftsteller.

## Leben
Heinrich Laufer besuchte die Volksschule, dann vier Klassen am humanistischen Gymnasium in Wiener Neustadt, danach zwei Jahre an der HTL Mödling. Im Zweiten Weltkrieg leistete er Kriegsdienst als Funker bei der Marine und als Wetterfunktechniker beim Observatorium in Bergen in Norwegen. Von 1946 bis 1984 arbeitete er als Betriebselektriker bei der Firma Schrack AG in Wien.
Heinrich Laufer ist verheiratet und hatte drei Kinder und lebt in Sollenau in Niederösterreich.

## Mitgliedschaften
- Heinrich Laufer ist Mitglied des Österreichischen P.E.N.-Clubs und Niederösterreichischen P.E.N.-Clubs.

## Publikationen
- Ich, der Elektriker. Roman, Hämmerle Verlag, Hohenems 2002, ISBN 3-902249-16-1.
- Der Eisenbahner. Roman, Hämmerle Verlag, Hohenems 2004, ISBN 978-3-902249-55-5.
- Das andere Leben. Roman, Hämmerle Verlag, Hohenems 2004, ISBN 978-3-902249-30-2.
- Saliera. Roman, Hämmerle Verlag, Hohenems 2004, ISBN 978-3-902249-90-6.
- Das Märchen und der Krieg. Bucher, Hohenems 2007, ISBN 978-3-902525-84-0.

| Personendaten    | Personendaten                   |
| ---------------- | ------------------------------- |
| NAME             | Laufer, Heinrich                |
| KURZBESCHREIBUNG | österreichischer Schriftsteller |
| GEBURTSDATUM     | 6. November 1924                |
| GEBURTSORT       | Trumau                          |